# 七飯岳
七飯岳（ななえだけ）は、北海道亀田郡七飯町中央部にある山である。函館本線七飯駅の北東約5 kmの位置。標高779.2 m。

## 概要
七飯岳山頂は七飯町営城岱牧場内に存在する。山頂の南側にある七飯町、函館市街地、北斗市および函館湾、北側にある駒ヶ岳を望むことができる。
1954年、七飯岳山頂には警察無線中継所が設置され、札幌方面本部とパトカーおよび警察署との通信を中継する役割を担った。その後、城岱に中継所ができたため廃止された。2017年現在山頂に残る建物はその中継所局舎として建設されたものである。現在の所有者は不明。2022年5月現在、屋根が抜け落ちて廃屋となっている。

## 近隣の山
- 横津岳（1166.9 m）